# Medal of Honor: European Assault
Medal of Honor: European Assault é um jogo eletrônico de tiro em primeira pessoa desenvolvido pela EA Los Angeles e publicado pela EA Games para GameCube, PlayStation 2 e Xbox em 7 de junho de 2005. É a oitava edição da série Medal of Honor.
A história do jogo foi escrita por John Milius. A trama é baseada no tenente William Holt, um agente do Escritório de Serviços Estratégicos (OSS), e segue seus desdobramentos com as forças aliadas na França, Norte da África, União Soviética e Bélgica. O jogo recebeu críticas geralmente positivas e sua trilha sonora foi bem recebida.

## Jogabilidade
A jogabilidade de European Assault é semelhante a seu antecessor, um jogo de tiro em primeira pessoa; no entanto, as armas e a interface foram ligeiramente atualizadas para serem mais fáceis de usar, incluindo a mira de ferro. Mais notavelmente, o HUD foi atualizado para indicar o alvo primário e secundário e mostrar outros membros do esquadrão. A adição do "Modo Adrenalina", ativado matando vários inimigos ou marcando tiros na cabeça, permite que o jogador seja invencível e tenha munição ilimitada por um curto período de tempo. Como em todos os jogos  da série Medal of Honor, o jogador é apto a usar uma grande variedade de armas do período da Segunda Guerra Mundial.
O jogo possui 4 níveis e 11 missões, o primeiro nível possui 4 missões, o segundo possui 2 missões, o terceiro 2 missões e o quarto possui 3 missões, antes delas começarem, vídeos com cenas reais da Segunda Guerra Mundial são exibidos e logo depois uma explicação sobre a próxima missão.
Uma bússola pode ser encontrada no canto inferior esquerdo da tela mostrando os objetivos primários e secundários do jogador, bem como os membros de seu esquadrão. O esquadrão do jogador geralmente é formado por 3 soldados. O jogador tem o limite de carregar 10 granadas e 2 armas de qualquer tipo. São 8 objetivos secundários opcionais no total que vão desde coletar documentos secretos até eliminar um oficial nazista, caso o jogador complete todos os objetivos ele recebe uma medalha de ouro, caso não completou todos mas fez metade deles se ganha uma medalha de prata, se o jogador não fez nenhum objetivo secundário ele ganha uma medalha de bronze.

## Multijogador
European Assault apresenta um modo multiplayer offline em tela dividida. O jogo contém três modos diferentes de jogos (Death Match, Axis vs. Allies e Free for All), cerca de uma dúzia de mapas e diferentes tipos de jogos em Free for All e Axis vs. Allies (por exemplo, Survival). Ele suporta 2 a 4 jogadores e tem a opção de criar jogos personalizados com opções variadas dependendo do modo.

## Sinopse
Após dois títulos ambientados na Guerra do Pacífico da Segunda Guerra Mundial, European Assault regressa a frentes de batalha na Europa ocupada pela Alemanha, que consagrou seus primeiros títulos. Existem quatro locais em que o jogador (como tenente William Holt) é enviado; França, Norte da África, União Soviética e Bélgica.
A maioria das missões envolve Holt lutando ao lado de personagens aliados controlados por IA e trabalhando em direção a um objetivo comum, geralmente baseado em eventos históricos durante a Segunda Guerra Mundial. No entanto, como membro do OSS, Holt também tem objetivos secundários para cada nível, incluindo sabotagem, encontrar documentos sobre a próxima missão e eliminar importantes oficiais alemães sob comando do antagonista Graf Von Schrader.

### St. Nazaire, França
No início do jogo, o tenente americano William Holt em conjunto com Comandos Britânicos do Reino Unido estão navegando no navio HMS Campbeltown na costa oeste da França ocupada, em um enredo fictício baseado na Operação Chariot (já que nenhum americano participou da operação real). Holt e as forças britânicas estão indo em uma operação surpresa nos estaleiros de submarinos de St. Nazaire. Eles se aproximam do porto usando uma bandeira da Kriegsmarine como disfarce, no entanto, o navio é descoberto e os alemães retornam fogo, atingido o navio com canhões navais. O HMS logo dispensa a bandeira da Kriegsmarine como disfarce, erguendo a Bandeira da União. Ao desembarcar, Holt é instruído a encontrar um oficial que possui o único rádio depois que seu oficial de rádio é morto, em outro lado do cais, indicado por um sinalizador verde. Ao encontrar o oficial, Holt deve voltar ao navio para se proteger do ataque aéreo que o oficial convocou, encerrando assim a primeira missão. Em seguida, Holt vai com os comandos britânicos para atacar a base da Kriegsmarine no porto, onde destrói um tanque de combustível e elimina um oficial alemão chamado Klaus Mueller. Holt também tem a opção de destruir um canhão antiaéreo Flakvierling (AA) e um canhão naval nas docas. Holt mais tarde viaja pelas docas para destruir uma usina elétrica e um submarino, desligando a energia da cidade e eliminando outro oficial alemão de nome Horst Brenner. Na manhã seguinte, Holt e seus camaradas britânicos recebem a notícia de que nenhum reforço virá, forçando-os a abrir caminho através de dois Panzers alemães. Eles devem lutar contra o oficial Erich Koster e suas forças em um combate urbano por toda a cidade para escapar para o interior da França.

### Norte da África
A missão 1 no Norte da África é destruir protótipos de tanques Tiger na Tunísia. Um dos alvos opcionais de Holt é um oficial nazista chamado Adabold Brecht. Os objetivos opcionais incluem explodir um prato de radar e eliminar um blindado dentro de uma vila destruída. Após a luta inicial, Holt entra em um complexo alemão e tenta resgatar comandos da SAS capturados e matar outro dos homens de Von Schrader, Hans Schneider. Com a ajuda deles, Holt consegue colocar as mãos no filme gravado por Von Schrader e acaba destruindo um protótipo de foguete V-2.

### União Soviética
O principal objetivo de Holt na primeira missão é destruir um Canhão Ferroviário do outro lado do Rio Volga na margem oposta de Stalingrado. Holt também tem a opção de destruir 3 Panzers. A parte final da missão é tomar e depois defender uma igreja fortificada na periferia da cidade e eliminar Walter Neumann. A segunda e última missão soviética tem Holt, junto com seu esquadrão e um batalhão soviético, liderando um ataque através de uma pequena aldeia, empurrando os alemães de volta através de um rio. Holt deve então segui-los através do rio e sinalizar um ataque de foguete para limpar o caminho. Uma vez que a área está segura, os aliados de Holt se posicionam ao redor da entrada de um forte, no topo da colina. Assim que Holt abre as portas, há um tiroteio feroz. Depois de destruir três canhões de artilharia, Holt deve eliminar Franz Greubner e, em seguida, adquirir a inteligência para o OSS (o objetivo principal), antes de finalmente destruir os documentos.

### Bélgica
A missão final do jogo envolve a Batalha do Bulge. Holt é enviado com a 101.ª Divisão Aerotransportada, cercada na floresta de Ardenas na Bélgica, e participa da batalha para libertar o bolso de Bastogne. A missão começa com uma intensa ofensiva alemã. Holt, com a ajuda de paraquedistas da 101.ª Aerotransportada consegue parar o ataque inicial matando Folker Kappelhorf e explode uma ponte estrategicamente importante. Em seguida, Holt é enviado a uma fazenda belga para resgatar Manon Batiste, uma agente do OSS e protagonista de Medal of Honor: Underground (embora renomeado para Manon Du Champs em European Assault), que foi capturada pelo homem mais leal de Von Schrader, Freder Engel. Depois de derrotar Engel, ele tem que defender uma casa de fazenda de um grande ataque alemão até que os reforços cheguem. Holt liberta a agente. Na missão final, Holt, acompanhado de um pelotão de soldados americanos, faz o ataque crítico à chamada "Vírus House" de Von Schrader. Com uma batalha final contra os homens de Schrader, Holt elimina Von Schrader e destrói a bomba, jogando-a no bunker subterrâneo no último momento e escapando com alguns ferimentos leves. No final, Holt é condecorado por suas ações.

## Recepção
Medal of Honor: European Assault recebeu críticas "médias", de acordo com o agregador de críticas de videogame Metacritic.
A Maxim deu ao jogo uma pontuação de oito em dez, afirmando que "Pode não apaziguar os aficionados por história, mas irá deliciar os que gostam de disparar." O Detroit Free Press deu à versão do Xbox uma pontuação de três estrelas em quatro e afirmou: "Foi enlouquecedor quase terminar uma missão, depois morrer e ter que começar de novo. Não há checkpoints, mas isso faz parte do desafio deste jogo." O Sydney Morning Herald, no entanto, deu à versão PS2 uma pontuação de três estrelas e meia em cinco, dizendo que "o apelo de longo prazo é duvidoso com apenas 11 missões disponíveis e falta de suporte online para a ação multijogador."